# 真白ここ
真白 ここ（ましろ ここ、1996年12月4日 - ）は、日本のAV女優。元グラビアアイドル。プライムエージェンシー所属。

## 略歴
2016年、グラビアアイドル「太田新葉（おおた わかば）」としてデビュー。所属事務所はマイスタープロモーション。
2017年9月28日、AVデビューすることと「真白ここ」に改名することをツイッターで発表。プライムエージェンシー所属となり、同年11月にAVデビュー。

## 人物
埼玉県出身。趣味・特技は韓国語、ダンス。
高校生の時に当時の彼と初体験。ただ、セックス経験はその彼と3回だけでクンニリングスやフェラチオの経験のないままAVデビュー。AV出演の動機は、新しいことに挑戦するのが好きだからとしている。
小学校高学年の頃からバストのカップはBからCあった。

## 出演作品

### イメージDVD
- 文化部は巨乳が多い（2016年11月25日、スパイスビジュアル）※「太田新葉」名義
- ホワイト・キス（2017年2月23日、マーレーインターナショナル）※「太田新葉」名義
- わかばとナイショの事情（2017年4月20日、タスクビジュアル）※「太田新葉」名義
- Koko ミニマムHカップ（2018年9月27日、REbecca）

### アダルトDVD
2017年
- Hカップ巨乳グラドルAVデビュー（11月1日、OPPAI）

2018年
- 一晩でウブな巨乳グラドルの肉体をイクイク体質にする濃縮な調教（2月13日、MOODYZ）
- 噂のギャラ飲みに参加! ウブな爆乳女子大生が企業家と飲んでお小遣いを貰うはずが媚薬を飲まされ性感開発中出し調教（2月13日、Fitch）
- 孕ませ電車痴漢 拒否もできず、声も出せずに膣内射精されるがままイキ堕ちた地味で巨乳な制服少女（3月1日、E-BODY）
- 時間無制限!発射無制限!M男専用超高級中出し淫語ソープ（3月7日、痴女ヘブン）
- うっかり滑って生挿入! *パイパン素股メイド*（3月13日、ワンズファクトリー）
- 現役女子大生限定! 友情VS性欲 男女の友達同士が密室着エロ過激撮影ミッションに挑戦! ムラムラを抑えられない2人は中出しSEXしちゃうのか!?ドキドキ緊迫モニタリング!（4月7日、ナンパJAPAN）他出演:七瀬あいり、白石みくり、麻里梨夏
- こっそり社内恋愛SEX 僕の彼女はオッパイ性欲モンスター（5月1日、MOODYZ）
- 人妻ナンパ自宅中出し×PRESTIGE PREMIUM 欲求不満な人妻4名in港区・新宿区 15（6月1日、プレステージ）※「吉岡」名義　他出演:まや、りん、藤崎
- マジックミラー号 女子○生限定! 豪華撮りおろし2タイトル収録8時間! 田舎&都会で見つけた制服美少女総勢15人全員SEX成功&オール顔射スペシャル!（6月7日、SODクリエイト）他出演:海空花、上川星空、豊中アリス、市橋えりな、沖田里緒、二葉あかり、杠えな、富田優衣 ほか
- 巨乳で美人な友達の姉ちゃんの胸の谷間に興奮しフル勃起! 勃起したボクを可愛く思ったのか皆が居るその場で強引手コキ射精し…（6月15日、DOC）他出演:あけみみう、北川りこ、七瀬こころ
- 突然背後からねっとり乳揉みされ嫌がりながらも発情快楽堕ち!胸を揉みしだかれ体をよじらせ連続胸イキする巨乳敏感乳首美女! 2（7月6日、DOC）他出演:あけみみう、北川りこ、相沢夏帆
- キメパコ素人爆乳地下グラドル妊娠交尾（7月7日、unfinished）
- 30秒に1回イク度にエビ反リーナ 激ピクール ライカSEXマシーンヌ! 妹の爆乳は一見にしかず!（7月13日、チェリーズらぼ）
- 乳首しゃぶらせながら手コキ! 短時間で射精をさせたら、高額賞金GET!（7月26日、SODクリエイト）他出演:宮村ななこ、早川瑞希、仁美まどか、市橋えりな、皆瀬杏樹、優月まりな、双葉良香、松井レナ、高波奈々未、紗藤まゆ、皆野あい、水乃りん ほか
- Iカップ爆乳韓国少女、来日電撃デビュー!!（7月27日、FIRST STAR）※「ソヨン」名義
- 箱根湯本温泉で見つけたお嬢さん タオル一枚 男湯入ってみませんか? 歴代ミッションの中からユーザーが選んだ超人気ミッションBEST20 全編撮り下ろし8時間SP!!（8月1日、SODクリエイト）他出演:優月まりな、双葉良香 ほか
- 今日も私は弟に濃厚なSEXでネトラレル（8月3日、NON）
- W巨乳おっぱい丸見えウォータースライダー! プールで水着の女性を堪能していたボクは大興奮!なぜなら浮かれてみんな無警戒だから水着から胸チラ、ハミ尻しまくりなんです!さらに!ウォータースライダーに乗って水着が外れた巨乳女子が落ちてきた!目の前にナマ巨乳おっぱい! それに驚いていると2人目の巨乳女子が落ちてきて巨乳女子2人の丸出しおっぱいに固まって当然フル勃起!そんな勃起を2人に見つかってしまい非難されると思いきや発情してしまった女子はこっそりチ○ポを触ってきて…!（8月7日、Hunter）他出演:椎葉みくる、河音くるみ、三原ほのか、真田美樹、後藤里香 ほか
- 魅惑のおっぱい奴隷 05（8月17日、MAD）共演:南まゆ
- Iカップの超爆乳をブルンブルン揺らしながら踊るK-POPダンサーが衝撃AVデビュー（8月19日、キチックス）※「藤井さやか」名義
- 花と蠍 令嬢縄地獄（8月19日、バミューダ）
- 師匠と女弟子 名人と女流棋士の肉体関係（8月24日、クリスタル映像）
- BOIN GRAMMAR つりまんHcuo BODY バブみ癒し痴女妹系（8月25日、ゲインコーポレーション）
- 巨乳スポーツジムインストラクター（8月28日、ケートライブ）
- 韓国・中国・台湾 東アジア少女たちと異文化交姦日記 極東極秘撮影 4名出演（9月1日、キチックス）他出演:美玲、豊中アリス ほか
- 「もうほぼそれってオッパイ見えてるんじゃないですか?」 プルンっプルンっと揺れる大きな胸が小さな水着から今にもこぼれ落ちそう!!（9月7日、Hunter）他出演:神宮寺ナオ、森はるら、今井まい、浅田結梨、後藤里香 ほか
- 停車中の助手席で暇を持て余してそうな巨乳美女を発見!!彼女の胸元から今にもハミ出しそうなおっぱいを覗き見していると抑えられず…（9月7日、DOC）他出演:逢沢まりあ ほか
- 爆乳パイパン妻、凌辱奴隷堕ち。 私、脅迫されてます（9月7日、光夜蝶）
- 友カノの寝取り顔を黙って売ってます（9月7日、NON）
- 爆乳パイパンご奉仕いもうと（9月25日、ケートライブ）
- 真白ここの爆乳劇場 Hcup 93cm (11月1日、プラネットプラス)
- 母のおっぱいをわっしわし揉みながら中出しする近親相姦 (11月13日、ヴィーナス)
- * 羞恥 ある日突然男女社員混合 強制OL健康診断 2018スペシャル（12月6日、サディスティックヴィレッジ）共演:阿部栞菜、橋本れいか、七海ゆあ、桃尻かのん、紗々原ゆり
- 男達の性玩具 黒髪美少女はオナペット ここ18歳  (12月13日、イノセント/HERO)

2019年
- 地味なメガネっ子のクセにビンビン感じちゃう爆乳を持余すドスケベ女の懇願調教! ここ (1月11日、ケイ・エム・プロデュース/REAL)
- 中出しヤリサー合宿 まだキスもしてなかった僕の彼女が某有名私立大学のテニスサークルに寝取られた (2月19日、かぐや姫Pt/妄想族)
- 人間牧場 2 (2月22日、TMA) 共演:美保結衣、八乃つばさ、森下美怜
- お風呂でムダ毛処理中に叔父がまさかの乱入!! イヤラシイ身体に育った姪に勃起チ○ポを抑えられず性的悪戯!? 2（4月12日、ケイ・エム・プロデュース/UMANAMI）他出演：優月まりな、霧島さくら、吉川あいみ、椎葉みくる、水澄ひかり
- 天使の囁きで3P天国 極上泡姫 中出しソープランド (7月25日、AVS Collector'S) 共演:逢沢りいな
- 同僚OL4人旅!逆ナン中出し温泉旅行 (10月11日、SCOOP) 共演:波多野結衣、川菜美鈴、森下美怜

## 雑誌
- FLASHダイアモンド 2017年11月10日増刊号（光文社） - DVD「現役グラドルWオールヌードDVD60分 これは奇跡だ! マジ可愛美女 吉高寧々&真白ここ」
- 月刊DMM 2018年6月号（ジーオーティー） - インタビュー「身長149センチ、バスト93センチの衝撃!」